# Jan Neubert
Jan Neubert (* 1. srpna 1952 Praha) je současný český fotograf, nakladatel a umělec.

## Život
Syn fotografa Karla Neuberta, vnuk nakladatele Karla Neuberta.[zdroj?] Vystudoval na FAMU obor umělecká fotografie u profesora Šmoka a doc. Rajzíka. Kromě fotografování také učí na vysoké škole, je členem S.V.U. Mánes, Asociace Profesionálních Fotografů, Českého Klubu Velocipedistů 1880 a Queen’s Park Golf Clubu.
Jeho výrazovým prostředkem je experiment nejen na fotografiích, ale také experimentální hudba, plastiky a objekty. Jeho práce jsou zastoupeny v soukromých sbírkách v Nizozemí, Norsku, Německu, Rakousku, Švýcarsku, USA a Francii.
V současné době (2009) žije v Dobřichovicích.